# ActiveSync
Microsoft ActiveSync — комп'ютерна програма, що дозволяє встановити синхронізований зв'язок між мобільним пристроєм (КПК, смартфоном, комунікатором) і персональним комп'ютером, а також сервером, що працює під управлінням Microsoft Exchange Server.  Зв'язок між пристроями здійснюється за допомогою USB-кабелю, кредла, технології Bluetooth або інфрачервоного порту.
З Exchange Server можна синхронізувати тільки PIM-дані (Пошту / Календар / Контакти / Завдання) за допомогою Microsoft Outlook.  Також є можливість синхронізувати «Вибрані» і будь-які прикладені файли через Internet Explorer. 
Програма ActiveSync підтримує синхронізацію з комп'ютером мобільних пристроїв, що працюють під управлінням Windows Mobile і Windows CE.  Після випуску операційної системи Windows Vista ActiveSync була замінена на Windows Mobile Device Center. 
Слід розрізняти програму ActiveSync і Exchange ActiveSync (EAS), протокол синхронізації мобільного пристрою з сервером електронної пошти Microsoft Exchange Server поверх протоколу HTTP/HTTPS.  Даний протокол ліцензується компанією Microsoft для сторонніх компаній, зокрема Apple для iPhone, Palm для webOS пристроїв, і Google для сімейства смартфонів Android.  Технологія Exchange ActiveSync також використовується іншими поштовими серверами і засобами для колективної роботи, включаючи Novell GroupWise і Lotus Domino.  Станом на серпень 2010 технологія Exchange ActiveSync підтримується основними платформами мобільних пристроїв: Windows Mobile / Windows Phone, Nokia Symbian Series 60, Apple iPhone OS 2.0/3.0, iOS 4, Google Android 2.x. 
Сервери Google Mail/Google Apps надають можливість синхронізації за протоколом EAS мобільних пристроїв на платформах Windows Mobile / Windows Phone і Symbian Series 60. 